# Terry Richardson
Terrence "Terry" Richardson (n. 14 august 1965) este un fotograf american de modă si portret, care a fotografiat campanii publicitare pentru Marc Jacobs, Aldo, Suprem, Sisley, Tom Ford, și Yves Saint Laurent, printre altele. De asemenea, el a lucrat pentru reviste precum Rolling Stone, GQ, Vogue, Vanity Fair, Harper ' s Bazaar, i-D, și Vice.

## Viața timpurie
Richardson s-a născut în New York, fiul  lui Norma Kessler, actriță, și Bob Richardson, un fotograf de modă care s-a luptat cu schizofrenia și abuzul de droguri. în urma divorțului părinților săi, Richardson s-a mutat la Woodstock, New York, cu mama lui și tatăl vitreg, Jackie Lomax..  Mai târziu, Richardson s-a mutat  în cartierul Hollywood din Los Angeles, unde a urmat Hollywood High School. S-a mutat cu mama sa la Ojai, California, unde a participat la Nordhoff High School, când avea 16 ani. Richardson a vrut inițial să fie un muzician punk rock, mai degrabă decât un fotograf. El a cântat la chitară bas în trupa de punk rock Guvernul Invizibil pentru patru ani. A cântat la bas pentru o varietate de alte trupe punk din California de Sud, inclusiv în Signal Street Alcoholics (SSA),  Doggy Style, Babz Fist și Middle Finger.

## Cariera
Mama lui i-a dat lui Richardson primul său aparat de fotografiat instantaneu în 1982. El a folosit aparatul de fotografiat pentru a-și documenta viața și activitatea punk rock din Ojai. În 1992, Richardson a renunțat la muzică și s-a mutat la Est de Sat cartier din New York, unde a început să fotografieze scene cu tineri la petreceri și viața de noapte a orașului New York. A fost în New York City locul unde Richardson a avut primul lui "big break". Primele sale  fotografii de modă au apărut în Atmosfera în 1994. Fotografiile din revistă au fost prezentate la Paris, la Festivalul Internațional de la Modă mai târziu în acel an. Ca urmare a evenimetului, Richardson a fotografiat o campanie publicitară pentru  colecția de primăvară a creatoarei de moda Katharine Hamnett  în anul 1995 . Campania a fost remarcată pentru imaginile cu femeile tinere care poartă fuste scurte cu părul lor pubian la vedere .

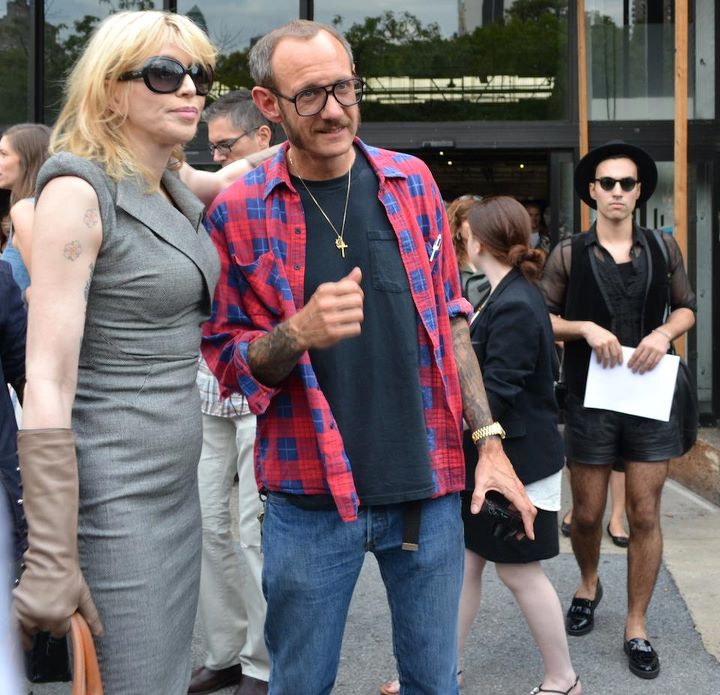
Richardson (dreapta) cu Courtney Love participând la Săptămâna Modei la New York în 2011

Richardson s-a mutat la Londra, Anglia, după realizarea campaniei de publicitate  pentru Katharine Hamnett. În Londra, a lucrat pentru reviste Europene, cum ar fi Fata, m-D și Arena.
De-a lungul carierei sale, Richardson a fotografiat campanii pentru branduri de modă și designeri, cum ar fi: Marc Jacobs, Aldo, Suprem, Sisley, Tom Ford, și Yves Saint Laurent. El a lucrat pentru reviste precum Rolling Stone, GQ, Vogue, Vanity Fair, Harper ' s Bazaar, i-D, și Vice.
Richardson a produs mai multe campanii pentru Diesel, inclusiv cea numită "Încălzirea Globală", pentru care a câștigat Leul de Argint pentru Imprimare la Cannes Lions International Advertising Festival în 2007.  De-a Lungul anilor, el a produs, de asemenea, mai multe portrete private pentru fondatorul companiei, Renzo Rosso. În septembrie 2011, aceștia au găzduit împreună o reciprocă lansare de carte împreună cu un editor de moda Carine Roitfeld, la Colette în Paris.
În 2012 Richardson a pornit la prima sa expoziție solo la OHWOW Gallery, în Los Angeles. Expoziția a fost intitulată "Terrywood" și a fost deschisă din 24 februarie până în 31 martie 2012. În mai 2012, un videoclip cu modelul Kate Upton efectuând dansul Cat Daddy pentru Richardson în atelierul său a devenit viral. În decembrie 2012, Lady Gaga a anunțat că Richardson filma un documentar despre viața ei. Co-fondatorul revistei Vice Gavin McInnes l-a apărat pe Richardson în 2004, spunând că munca lui a fost criticată de "tipuri feministe primul an."

### Acuzațiile de agresiune sexuală
Richardson a fost acuzat de mai multe ori că și-a folosit influența în a constrânge modele pentru a se angaja în comportamente sexuale nedorite și poziții în timpul ședințelor foto, inclusiv implicarea în acte sexuale cu Richardson . Unele modele cu care a lucrat, inclusiv Rie Rasmussen, Jamie Peck și Charlotte Apele, l-au acuzat pe Richardson de comportament sexual neadecvat, agresiuni sexuale și exploatarea tinerelor modele de sex feminin.
Richardson a declarat că acuzațiile sunt false și că se consideră "grijuliu și respectuos" cu subiecții pe care îi fotografiază. Modele, inclusiv Noot Seear, Daisy Lowe și Charlotte Free l-au apărat . Marc Jacobs a spus că Richardson nu este "bolnav cu spiritul", în timp ce membri anonimi din industria modei i-au apărat comportamentul în revista New York .

## Expoziții
Prima expoziție a lui Richardson a avut loc in 1998. Spectacolul, intitulat "These Colors Don't Run" a avut loc la Alleged Gallery din New York, și a coincis cu lansarea primei sale cărți, intitulată Hysteric Glamour. Munca lui a fost ulterior prezentată la o altă expoziție intitulată "Zâmbet" la aceeași galerie. Richardson a avut prima lui expoziție din Paris la Galaria Emmanuel Perrotin în 1999. Proiectul fotografic a lui Richardson "Temut de Bărbați Dorit de Femei" a fost prezentat la o expoziție la Shine Gallery din Londra, anul următor.
"Terryworld," o expoziție de-a lui Richardson, a fost prezentată în 2004 la Galeria Deitch din New York. Orange County Museum of Art a prezentat munca lui Richardson, ca parte a unui  spectacol de grup intitulat "Beautiful Losers", în 2005. "Mama + Tata", o expoziție care prezintă activitatea lui Richardson și cartea cu același nume, a avut loc la Half Gllery din New York  în 2011. În același an, fotografii care au participat la cartea lui Richardson, 'Hong Kong', au fost prezentați la Art Hong Kong. Munca lui Richardson  a fost ulterior prezentată la  OHWOW Gallery. din Los Angeles. Expoziția a fost intitulată "TERRYWOOD" și a fost deschisă de la 24 februarie la 31 martie 2012.

## Videoclipuri muzicale
Richardson a regizat videoclipuri muzicale începând cu sfârșitul anilor 1990. El a regizat videoclipuri pentru Death in Vegas și Primal Scream, precum și videoclipurile melodiilor "Find a New Way", de către trupa Young Love și "Purple" de Whirlwind Heat, cu modelele Susan Eldridge și Kemp Muhl în roluri principale. El a regizat videoclipul pentru "Red Lips" de Sky Ferreira. De asemenea, el are o apariție scurtă în videoclipul trupei 30 Seconds to Mars, numit "Hurricane". Pe 29 august 2013, el a direcționat-o pe  Beyonce într-un videoclip la Coney Island pentru melodia ei "XO". De asemenea, el a regizat "Wrecking Ball" a lui Miley Cyrus. La sfârșitul anului 2013 Richardson s-a îngrijit de videoclipul muzical pentru "Do What U Want" de Lady Gaga și R. Kelly de pe cel de-al treilea album de studio a artistei intitulat ARTPOP, filmul nu a fost încă lansat.

## Stil
Există mai multe teme repetate în munca lui Richardson, în special aceea de a pune celebrități în situații lumești și fotografierea acestora, folosind în modalități tradiționale pedestre, cum ar fi utilizarea unui aparat de fotografiat polaroid. Lucrările sale explorează, de asemenea, idei de sexualitate, multe dintre exemple prezentate în cărțile sale Kibosh și Terryworld prezintă nuditate totală și acte sexuale simulate dar și reale. Inițial, mulți dintre subiecții fotografiați de Richardson erau puși în fața unui fundal alb, dar în cele din urmă acesta s-a extins și la alte decoruri. El este, de asemenea, cunoscut pentru că a pozat cu subiecții lui, de multe ori oferindu-le ochelarii săi de marcă, astfel încât aceștia să "pretindă că sunt el" sau, în cazul actriței  Chloe Sevigny, acesteia i-a fost oferit machiaj și costum, astfel încât să arate ca el. Richardson îi considera pe Larry Clark, Nan Goldin, Diane Arbus și Robert Frank  influențe timpurii în stilul său artistic. Munca lui a fost lăudat de către Helmut Newton.
Richardson este, de asemenea, cunoscut pentru portetele lui nesexuale. El a făcut portrete unei mari varietăți de celebrități și politicieni, printre care și Sharon Stone, Gwyneth Paltrow, Lil' Kim, Cameron Diaz, Megan Fox, Lindsay Lohan, Kat Dennings, Liza Minnelli, Katy Perry, Kate Moss, Miley Cyrus, Miranda Kerr, Kim Kardashian, Samuel L. Jackson, Tracy Morgan, Jared Leto, Amy Winehouse, Jon Bon Jovi, a$AP Rocky, Pharrell Williams, Marilyn Manson, Lil Wayne, Daft Punk, Shaun White, LeBron James, și Barack Obama.

## Foto-cărți
- (1998) Isteric Glamour. Isteric Glamour (Tokyo). OCLC 86068704.
- (1999) Fiul lui Bob. Pic Mai Mult (Tokyo). ISBN 978-4-947648-87-7.
- (2000) Terry Richardson – a Temut de Oameni, Dorit de Femei. Shine Gallery (Londra). ISBN 978-0-9538451-1-8.
- (2002) Prea Mult. Sisley (Italia).
- (2004) Terry – Terry Richardson Violet Carte. Violet Institute (Paris). OCLC 62146661.
- (2004) Terry Richardson. Stern Gruner + Jahr (Hamburg). ISBN 978-3-570-19443-0.
- (2004) Terryworld. De Dian Hanson. Tashen (Hong Kong, Los Angeles). ISBN 978-3-8365-0191-0.
- (2006) Capăt. Damiani Editore (Bologna). ISBN 978-88-89431-30-6.
- (2006) Manimal. Isteric Glamour (Tokyo).
- (2007) Rio, Cidade Maravilhosa. Diesel/Vintage Denin (Brazilia).
- (2011) Hong Kong. Diesel (Hong Kong).
- (2011) Mama Si Tata. Mörel Cărți (Londra).
- (2011) Lady Gaga x Terry Richardson. Grand Central Publishing (New York). ISBN 978-1-4555-1389-5.

## Munca de caritate
În 2010, Richardson s-a implicat în RxArt, o organizație de caritate care donează artă  spitalelor de copii. În 2014, Richardson a participat la o vânătoare de ouă de caritate sponsorizată de Casa Fabergé în New York. Vânătoarea  a ajutat un studio într-o școală, o clasă cu program de artă, și Elephant Family, un program de conservare a faunei sălbatice.

## Viața personală
Richardson a fost căsătorit cu modelul Nikki Uberti din 1996 până în 1999.
Pe 19 martie 2016 partenera lui Richardson, Alexandra Bolotow a dat naștere la doi gemeni, pe nume Rex și Roman. El a numit-o "cea mai intensă, inspirat, căuta, și umilitoare experienta din viata mea."